# 懷特城 (堪薩斯州)
懷特城（英語：White_City）是一個位於美國堪薩斯州摩里斯縣的城市。

## 地方資料
根據2020年美國人口普查的數據，懷特城的面積為3.23平方千米，當中陸地面積為3.22平方千米，而水域面積為0.01平方千米。當地共有人口447人，而人口密度為每平方千米138.39人。